# Waisenhausstraße (München)
Die Waisenhausstraße ist eine Innerortsstraße im Stadtbezirk Neuhausen-Nymphenburg (Nr. 9) von München.

## Verlauf

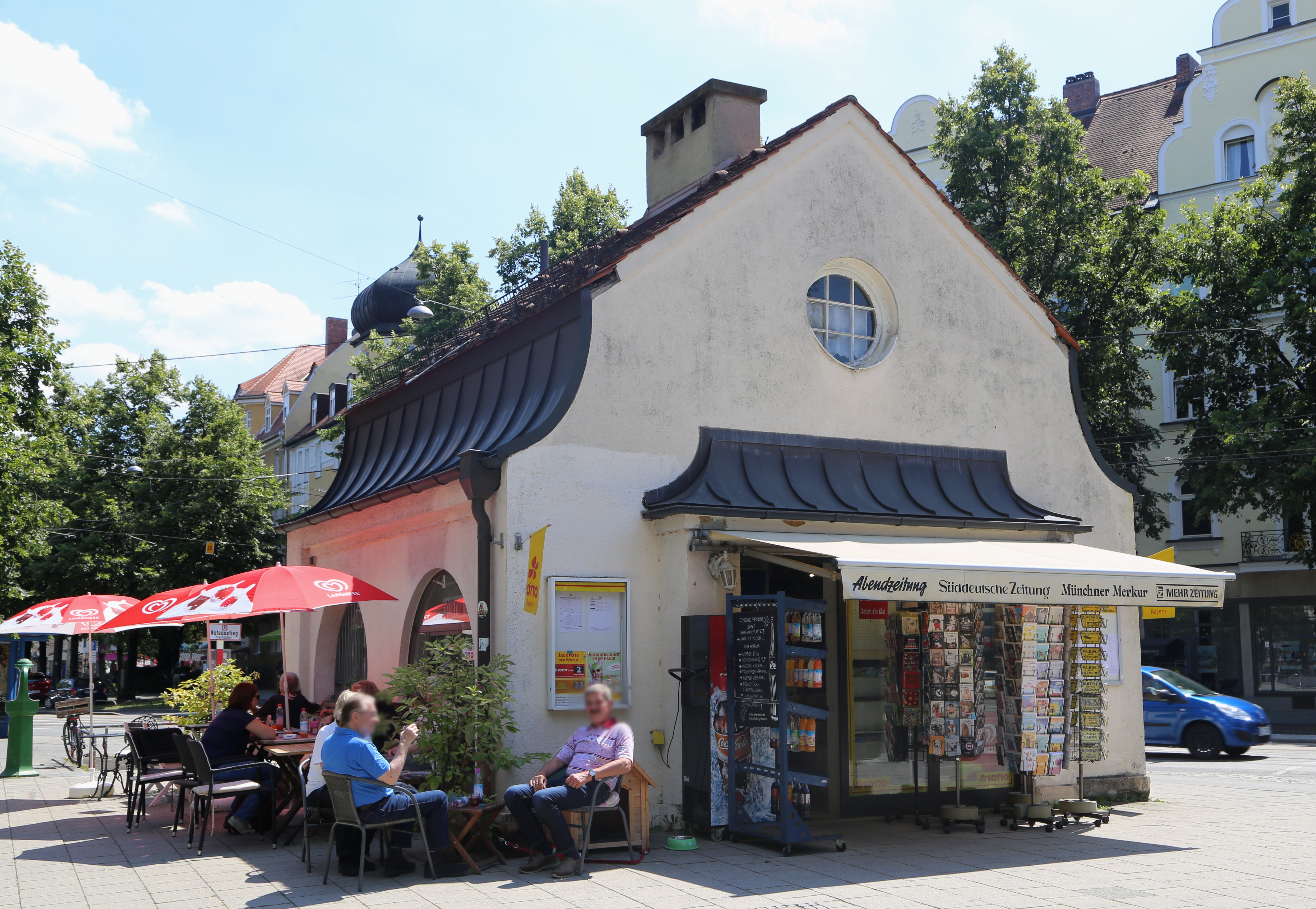
Straßenbahnwartehäuschen von Hans Grässel

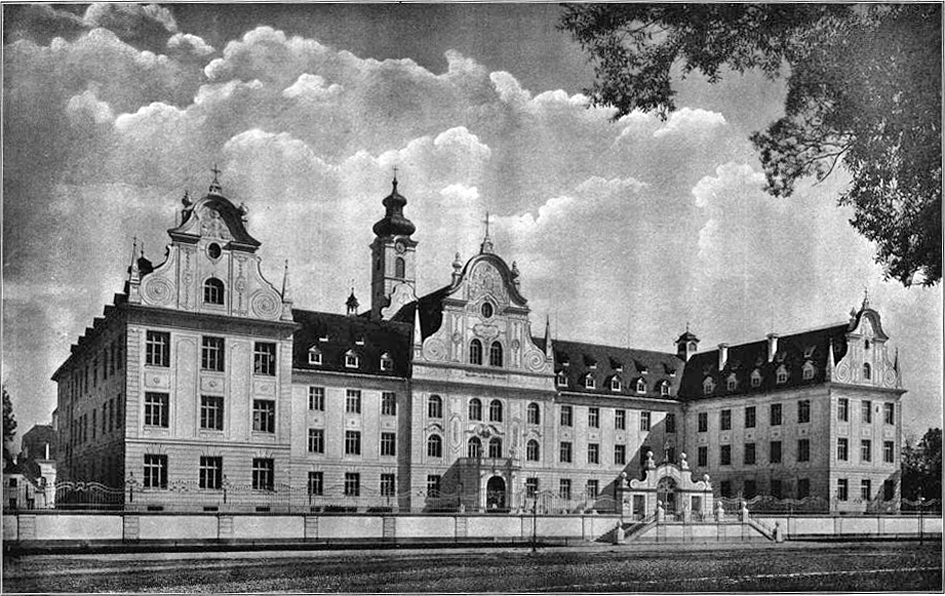
Städtisches Waisenhaus, aus Allgemeine Bauzeitung 1903

Die Straße zweigt gegenüber der Einmündung der Lachnerstraße bei der Straßenbahnwendeschleife (mit dem Straßenbahnwartehäuschen) von der Nymphenburger Straße nach Norden ab, lässt gleich die Ruffinistraße nach Osten abzweigen und führt nach Nordnordwesten am westlich gelegenen Grünwaldpark vorbei. An der Ostseite liegen das Haus der Bayerischen Architektenkammer in einer ehemaligen Villa und das Haus der Architektur. Nördlich schließt sich das gegenüber dem Ostbassin des Schlosskanal gelegene neobarocke, aber nach Kriegszerstörung überwiegend modern wieder aufgebaute Münchner Waisenhaus (1899 von Hans Grässel) an. Auf der Höhe des Waisenhauses gehen die dem Kanal folgenden Auffahrtsalleen zum Schloss Nymphenburg (Südliche Auffahrtsallee und Nördliche Auffahrtsallee) ab; gegenüber der Nördlichen Auffahrtsallee mündet von Westen die vom Dom-Pedro-Platz kommende Sankt-Galler-Straße. Die Waisenhausstraße führt weiter an der Villenkolonie Gern (geschütztes Ensemble E-1-62-000-18) entlang über die Tizianstraße und die Klugstraße bis zur Hohenlohestraße, an der sie in die zum Dantestadion und zum Westfriedhof führende Dantestraße übergeht, die sogleich auf einer Brücke den Nymphenburg-Biedersteiner Kanal überquert.

## Geschichte
Die Straße erhielt ihre Bezeichnung im Jahr 1903.

## Öffentlicher Verkehr

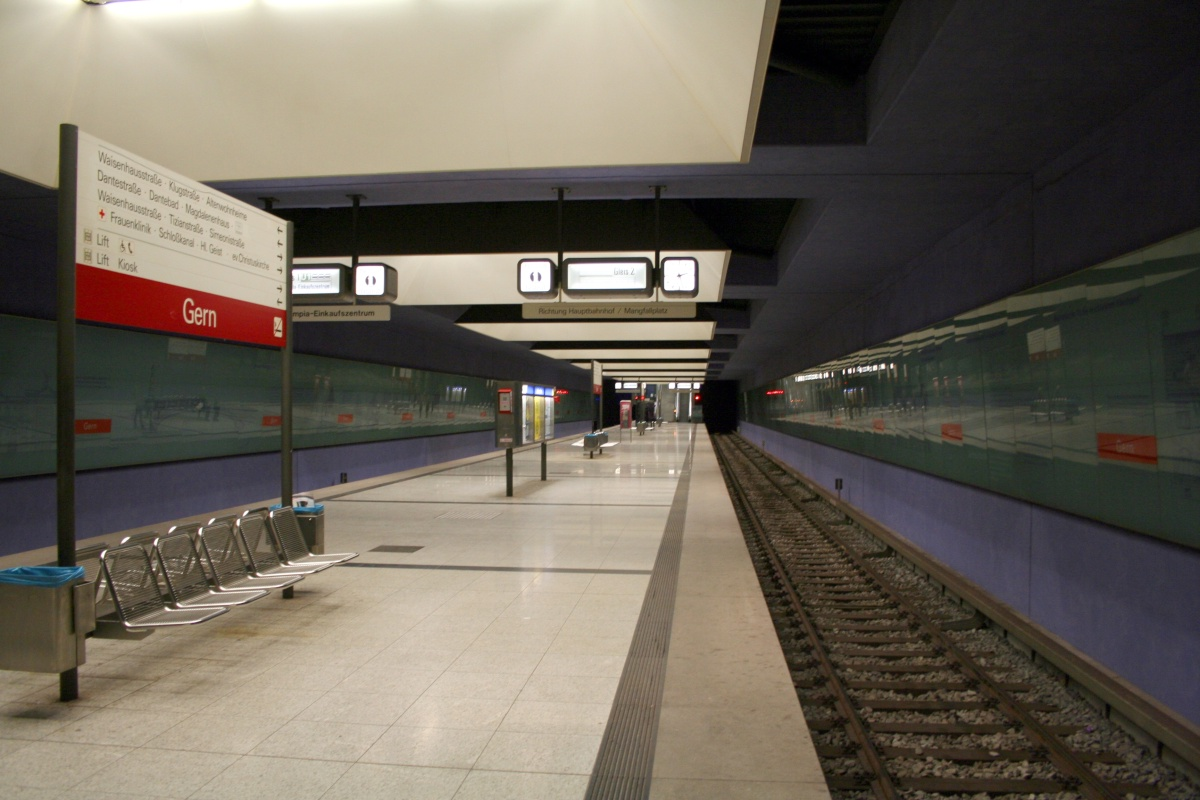
U-Bahnhof Gern

Unter der Straße verläuft die vom Hauptbahnhof über den Rotkreuzplatz verkehrende U-Bahn-Linie 1 mit dem U-Bahnhof Gern im Untergrund. Vor dem U-Bahn-Bau erfolgte die Bedienung durch die Straßenbahnlinie 4 zum Westfriedhof. Straßenbahnanschluss besteht heute (2025) noch am Südende an der Nymphenburger Straße (Linie 12).

## Namensgeber
Die Straße ist nach dem kurz vor der Namensgebung errichteten Städtischen Waisenhaus benannt.

## Denkmalgeschützte Häuser
- Nr. 1: Wartehäuschen der Trambahn und Bedürfnisanstalt, erdgeschossiger Mansardsatteldachbau, jeweils giebelseitig mit Vorbauten, von Hans Grässel, 1906 (Denkmalliste D-1-62-000-9995)
- Nr. 4: Mietshaus, neubarock, mit Putzgliederung, 1902 von Josef Wütscher (Denkmalliste D-1-62-000-3706)
- Nr. 20: städtisches Waisenhaus, Dreiflügelbau, 1896–99 von Hans Grässel; in der originalen Neubarockform nur der Nordflügel entlang der St.-Galler-Straße erhalten, mit prächtigem Westgiebel; die Auffahrtsallee am Nymphenburger Kanal im Osten abschließend; vergleiche auch Ensemble Dom-Pedro-Platz (Denkmalliste D-1-62-000-3707)
- Nr. 43: Mietshaus, historisierender Eckbau, 1910 von Franz Boettge (Denkmalliste D-1-62-000-3709)
- Nr. 50: Wohnhaus, zweigeschossiger verputzter Walmdachbau mit Putzgliederung und Bauskulptur im Heimatstil und zwei großen zwerchhausartigen Satteldachgauben, vom Baugeschäft J. Kössler und Söhne, 1925; Einfriedung und Treppenanlage aus Stampfbeton, gleichzeitig (Denkmalliste D-1-62-000-11060)
- Nr. 63/65: Mietshaus, neubarock, reich gegliedert, um 1904 von Josef Kössler; Vorgartenzaun; malerische Gruppe mit Nr. 65, 67 und Klugstraße 53 (Denkmalliste D-1-62-000-3711), im Erdgeschoss Gaststätte
- Nr. 67: Mietshaus, neubarock, reich gegliedert, 1913 von Josef Kössler; malerische Gruppe mit Nr. 63, 65 und Klugstraße 53 (Denkmalliste D-1-62-000-3713)

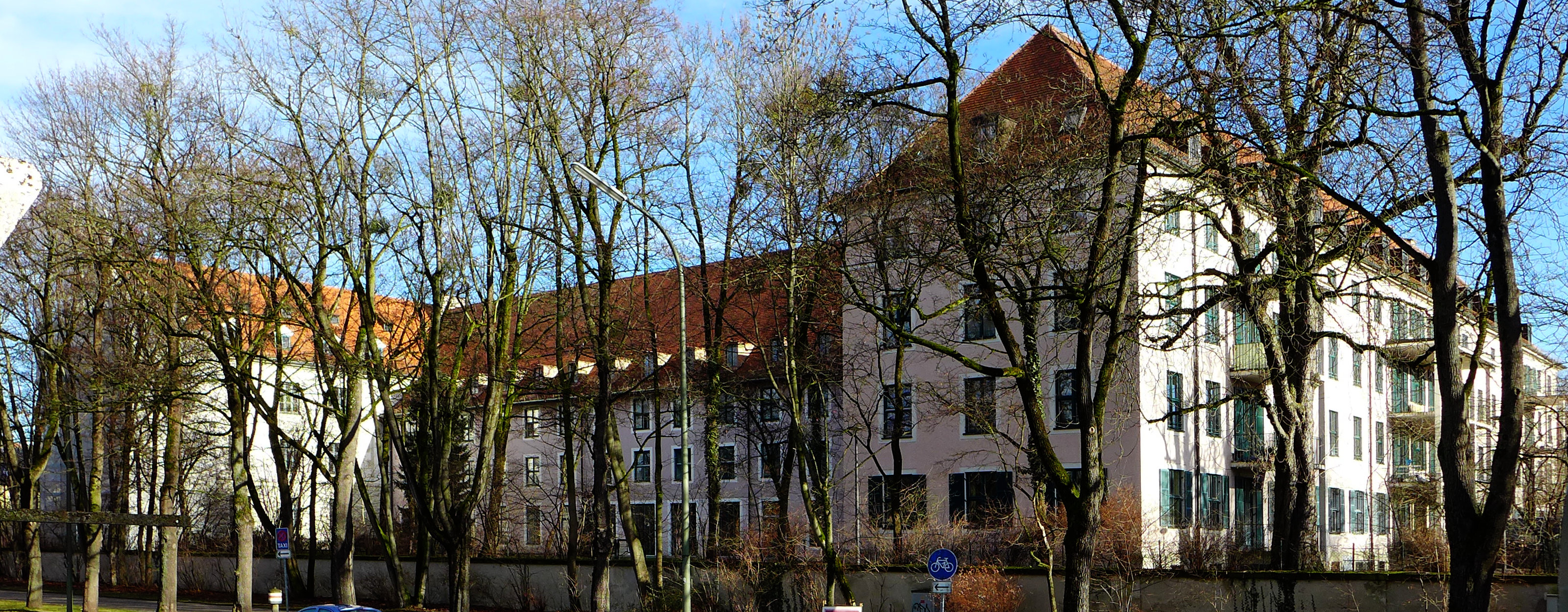
Städt. Waisenhaus
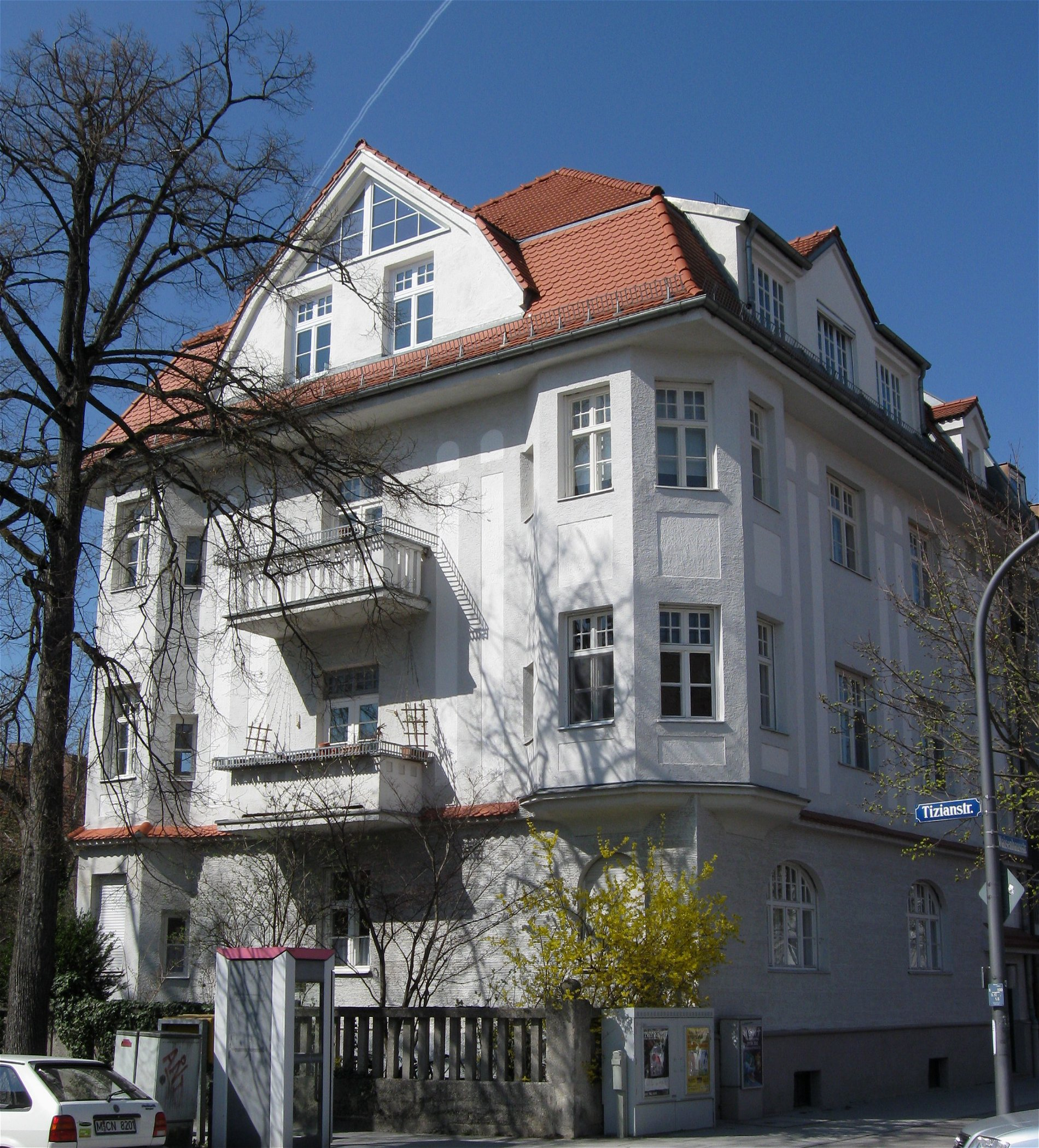
Waisenhausstraße 43
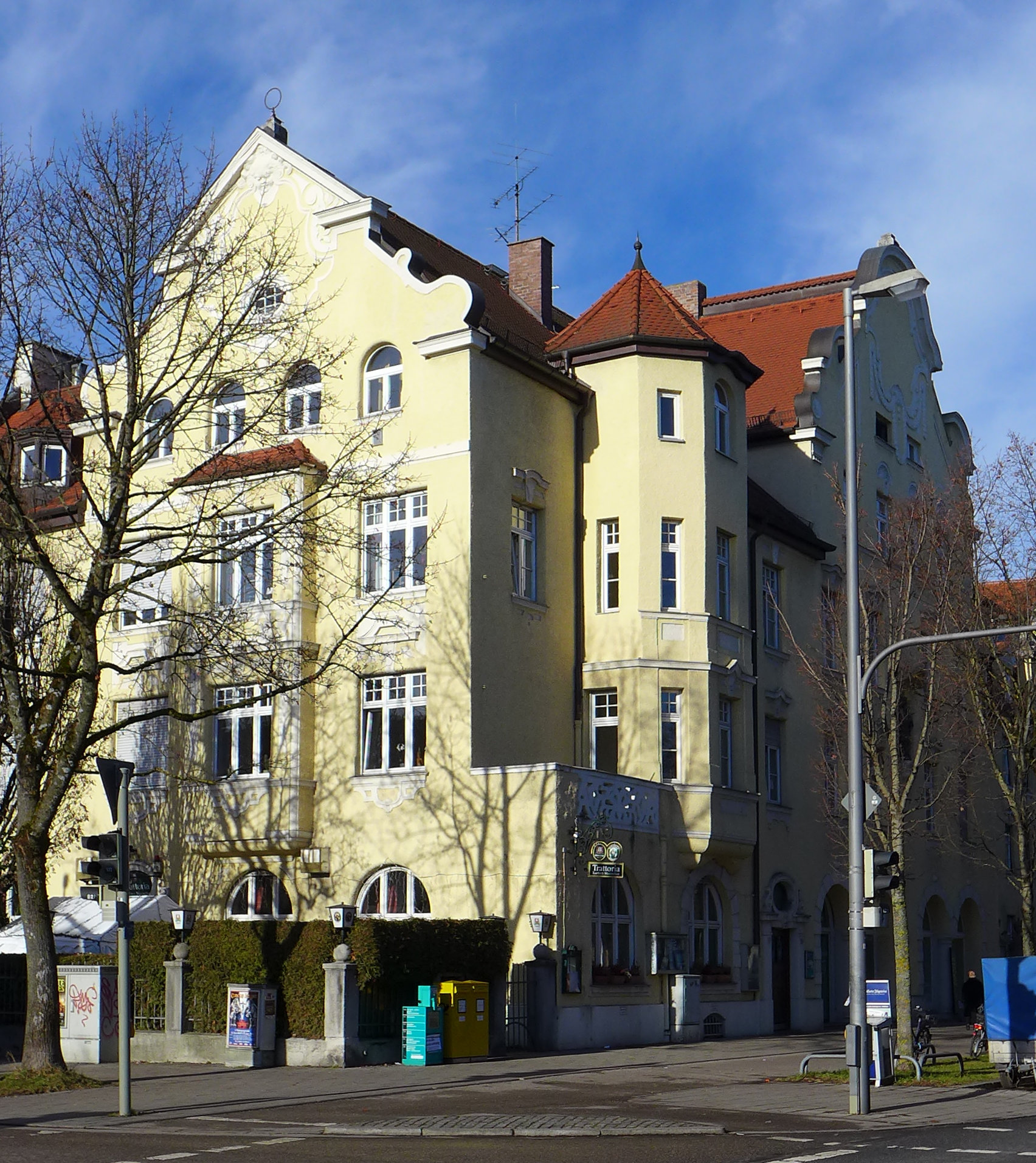
Waisenhausstraße 63
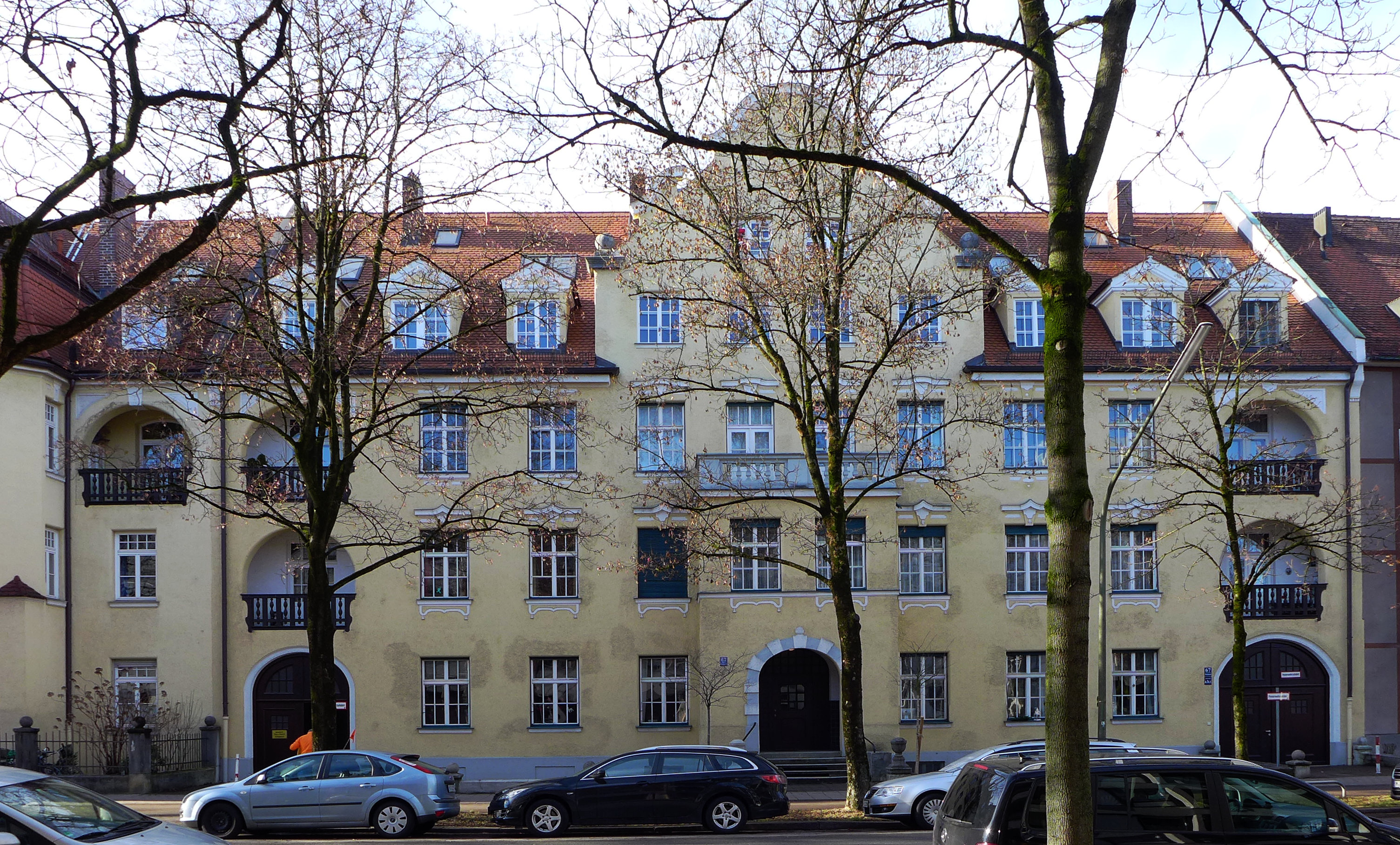
Waisenhausstraße 67

## Parkanlage
- Der Grünwaldpark im Zwickel mit der Nymphenburger Straße und der Südlichen Auffahrtsallee, mit großem Kinderspielplatz.

## Brunnen

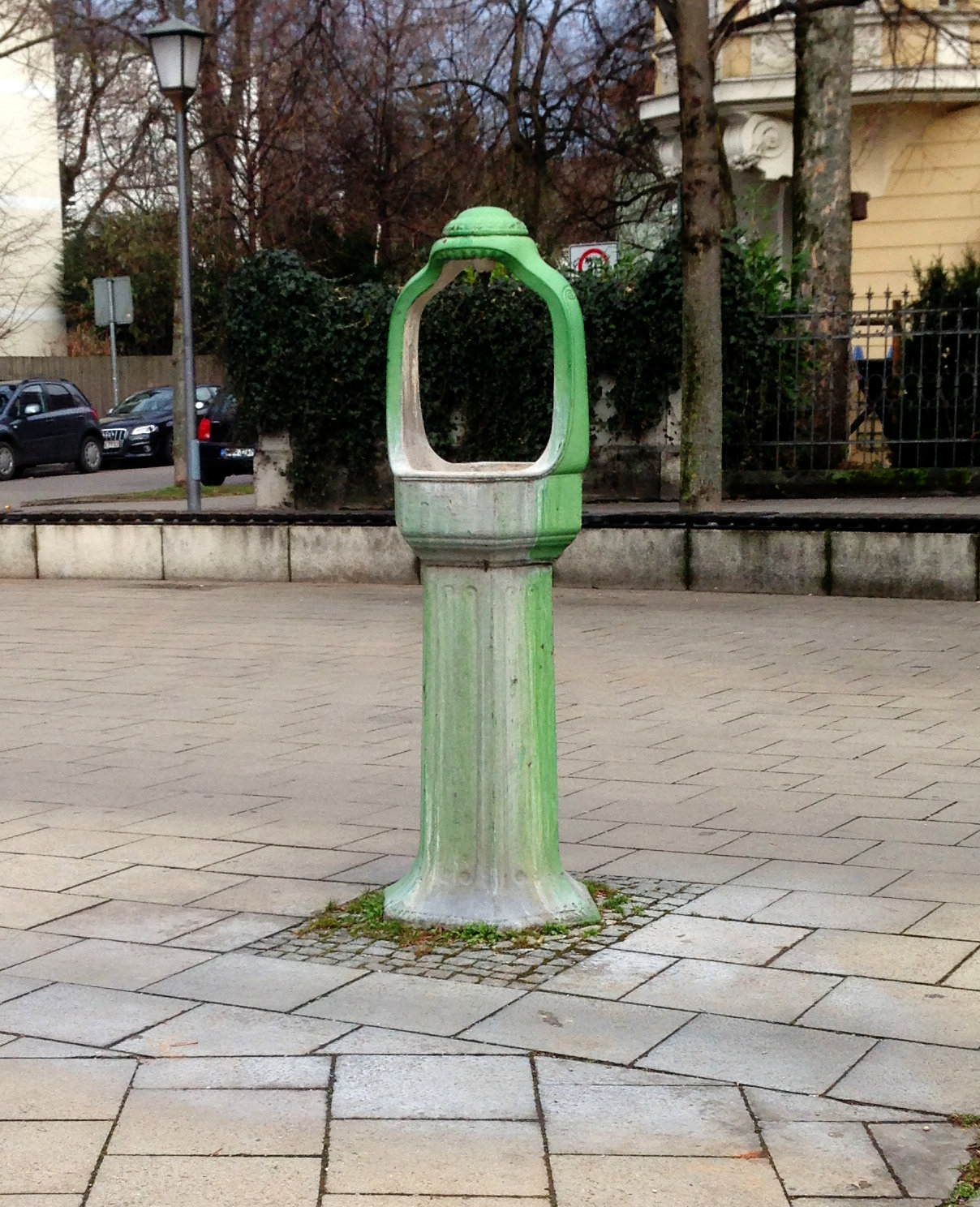
Grüner Trinkbrunnen (Bertsch-Brunnen)

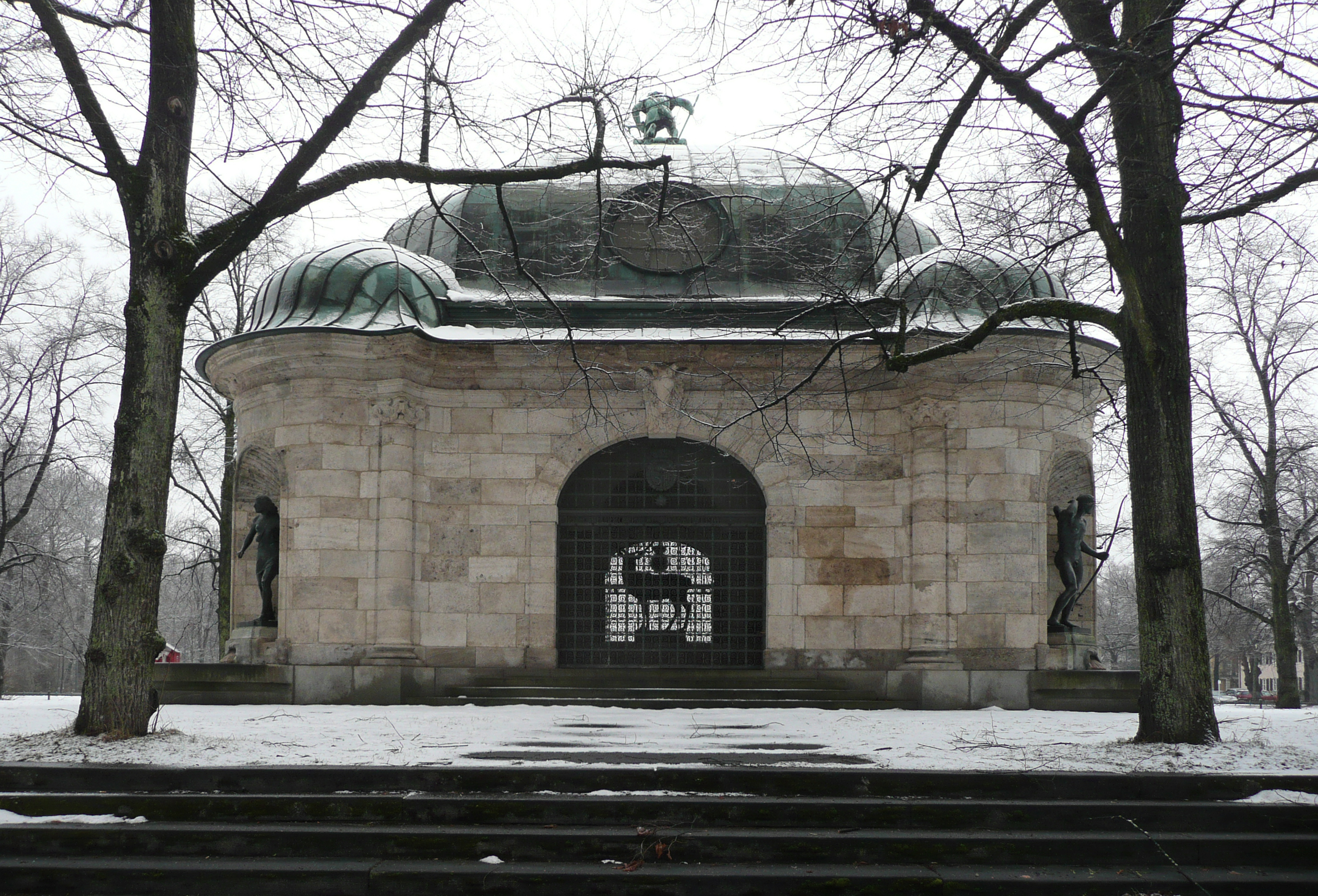
Hubertusbrunnen von Osten

- Grüner Städtischer Trinkbrunnen (Bertsch-Brunnen), Nymphenburger-/Ecke Waisenhausstraße, 1911
- Hubertusbrunnen von Adolf von Hildebrand und Carl Sattler, 1954 gegenüber dem Waisenhaus am Ende des Schlosskanals wieder aufgestellt, zuvor bis 1937 vor dem Bayerischen Nationalmuseum

## Bekannte Bewohner
- Mathias Gasteiger, Bildhauer (1871–1934), wohnte mit seiner Ehefrau, der Malerin Anna Gasteiger (1877–1954) in der Waisenhausstraße[3]